# Amrasca splendens
Amrasca splendens är en insektsart som beskrevs av Ghauri 1967. Amrasca splendens ingår i släktet Amrasca och familjen dvärgstritar. Inga underarter finns listade i Catalogue of Life.